# Institut für Mittelstandsforschung Bonn
Das Institut für Mittelstandsforschung Bonn (abgekürzt IfM Bonn) wurde im Jahr 1957 auf Initiative Ludwig Erhards von der Bundesrepublik Deutschland und vom Land Nordrhein-Westfalen als Stiftung des privaten Rechts gegründet. Im Frühjahr 1958 startete es zunächst an 5 Standorten: Prominente Wissenschaftler standen dabei an der Spitze der jeweiligen Forschungsabteilungen: An der Universität Köln forschten eine betriebswirtschaftliche Abteilung unter der Leitung von Rudolf Seyffert, die soziologische Abteilung unter Führung von René König und die finanzwirtschaftliche Abteilung unter der Leitung von Günter Schmölders. An der Universität Bonn waren es die volkswirtschaftliche Abteilung unter der Führung von Fritz W. Meyer und die Abteilung für Konjunkturfragen unter der Leitung von Ernst Kamp.
Am Anfang standen die definitorische Einordnung des Mittelstands und die Erarbeitung von statistischen Daten im Mittelpunkt der wissenschaftlichen Tätigkeit. Zugleich entstanden erste Studien zur „Konkurrenzsituation der mittelständischen Unternehmungen“, über den Betriebsvergleich sowie zur betriebswirtschaftlichen Schulung und Beratung von mittelständischen Unternehmungen.
Im Laufe der folgenden Jahrzehnte wurde die wissenschaftliche Tätigkeit der fünf IfM-Abteilungen schließlich auf den Standort Bonn (seither IfM Bonn) konzentriert. Zu jeder Zeit blieb es aber ein wesentliches Kennzeichen des Instituts, interdisziplinär und unabhängig zu arbeiten. Entsprechend gelang es ihm, schon frühzeitig Themen zu identifizieren, die später dann auch tatsächlich für die mittelständischen Unternehmen relevant wurden: So veröffentlichte es bereits in den 1970er Jahren Grundsatzstudien zur Gründungslücke, in den 1980er Jahren zur Beschäftigungsentwicklung und im Jahre 2000 zum „Mittelstand im Internetzeitalter“. Auch haben seine Forschungsarbeiten mit dazu beigetragen, dass der Mittelstand in verschiedenen Gesetzen nachhaltig Berücksichtigung gefunden hat.

## Rechtsstellung und Finanzierung
Das IfM Bonn, eine Stiftung privaten Rechts, hat seinen Sitz in Bonn. Ausschließlicher und unmittelbarer Zweck der Stiftung ist die Errichtung und Unterhaltung eines Instituts zur wissenschaftlichen Erforschung der Situation des Mittelstands.
Die Forschungsarbeit des Instituts wird zu zwei Dritteln aus dem Haushalt des Bundes, vertreten durch den Bundesminister für Wirtschaft und Klimaschutz, und zu einem Drittel aus dem Haushalt des Landes Nordrhein-Westfalen, vertreten durch den Minister für Wirtschaft, Industrie, Klimaschutz und Energie des Landes Nordrhein-Westfalen, finanziert. In seiner Forschungstätigkeit ist das IfM Bonn jedoch unabhängig.
Seit 1. Februar 2013 besteht ein Kooperationsvertrag mit der Universität Siegen, an der die aktuelle Präsidentin des IfM Bonn, Friederike Welter, zugleich die Professur für Betriebswirtschaftslehre, insbesondere Management kleiner und mittlerer Unternehmen und Entrepreneurship, innehat.

## Gremien
Die Leitung des Instituts obliegt dem Präsidenten/der Präsidentin. Beaufsichtigt wird die Tätigkeit des Instituts durch das Kuratorium. Dieses legt im Einvernehmen mit der Institutsleitung das Forschungsprogramm fest. Der Forschungsrat, der sich mehrheitlich aus Wissenschaftlern zusammensetzt, begleitet das Institut bei der Entwicklung und Umsetzung mittelfristiger Forschungsprojekte.

### Kuratorium
Das Kuratorium bestellt den Präsidenten/die Präsidentin des Instituts und legt im Einvernehmen mit ihm/ihr das Forschungsprogramm fest. Dem Kuratorium obliegt zudem die Aufsicht über die Verwaltung des Stiftungsvermögens sowie die Prüfung und Genehmigung des Wirtschaftsplanes nach Maßgabe der haushaltsrechtlichen Bestimmungen des Bundes.
Vorsitz:
- Bundesministerium für Wirtschaft und Klimaschutz

Stellvertretender Vorsitz:
- Ministerium für Wirtschaft, Industrie, Klimaschutz und Energie des Landes Nordrhein-Westfalen

Weitere Mitglieder:
- Bundesministerium der Finanzen
- Ministerium für Umwelt, Landwirtschaft, Natur- und Verbraucherschutz des Landes Nordrhein-Westfalen
- Ministerium für Kultur und Wissenschaft des Landes Nordrhein-Westfalen
- Sabine Rau, Vorsitzende des Forschungsrates, Universität von Ottawa, Kanada und Universität von Luxemburg

### Forschungsrat
Der Forschungsrat hat die Aufgabe, das Institut bei der Entwicklung kurz- und mittelfristiger Forschungsschwerpunkte zu unterstützen und deren Umsetzung zu begleiten. Er fördert darüber hinaus das Zusammenwirken des Instituts mit der Wissenschaft, der mittelständischen Wirtschaft, deren Verbänden und der Verwaltung.
Vorsitzender des Forschungsrates:
- Sabine Rau, Universität von Ottawa, Kanada und Universität von Luxemburg

Stellvertretender Vorsitzender:
- Michael Fritsch, Wirtschaftswissenschaftliche Fakultät der Friedrich-Schiller-Universität

Weitere Mitglieder:
- Fabian Wehnert, Abteilungsleiter Mittelstand und Familienunternehmen, Bundesverband der Deutschen Industrie e. V.
- Constanze Chwallek, Fachhochschule Aachen
- Heiko Bergmann, Titularprofessor und Ständiger Dozent für Entrepreneurship KMU-HSG, Universität St. Gallen
- Michael Gielnik, Leuphana Universität
- Matthias Mainz, Geschäftsführer, Die Industrie- und Handelskammern in Nordrhein-Westfalen e. V.
- Constantin Terton, Abteilungsleiter Wirtschafts-, Energie- und Umweltpolitik, Zentralverband des Deutschen Handwerks (ZDH)

## Aufgaben und Tätigkeit
Aufgabe des IfM Bonn ist es, die Lage, Entwicklung und Probleme des Mittelstands zu erforschen, die Forschungsergebnisse der Öffentlichkeit zugänglich zu machen und mit seinen Arbeiten zur Erfüllung der Aufgaben der Ressorts seiner Stifter beizutragen.
In seiner Forschungstätigkeit ist das IfM Bonn unabhängig. Die wissenschaftliche Arbeit des IfM Bonn erfolgt auf der Basis der „Empfehlungen zur Sicherung guter wissenschaftlicher Praxis“ der Deutschen Forschungsgemeinschaft. Ein Ombudsmann und seine Stellvertretung sorgen dafür, dass die institutseigenen Regelungen eingehalten werden.
Das Institut erfüllt seine Aufgaben in praxisorientierter Weise. Hierfür bereitet es umfangreiches statistisches Datenmaterial zum Mittelstand auf Basis amtlicher, halbamtlicher sowie eigens erhobener Daten auf. So erstellt das IfM Bonn basierend auf den Daten des Statistischen Bundesamtes u. a. regelmäßig eine Statistik zu den gewerbeanzeigepflichtigen Gründungen, den gewerbeanzeigepflichtigen Unternehmensaufgaben (Liquidationen) sowie zu den Insolvenzen. Außerdem ermittelt das IfM Bonn seit Mitte der 1990er Jahre die Anzahl der Unternehmensnachfolgen mittels eines selbst entwickelten Schätzverfahrens, da es keine amtliche Statistik hierzu gibt.
Zugleich bearbeiten die Wissenschaftler aktuelle mittelstandspolitische Fragestellungen mittels empirischer Forschungsmethoden und erstellen Gutachten. Mit dem Projekt „Mittelstand – was ist das eigentlich?“ hat das IfM Bonn nicht nur für die eigene zukünftige Forschungsarbeit grundlegende Ergebnisse erarbeitet, sondern auch für die wissenschaftliche Forschung generell.

## Forschungstätigkeit
Die Schwerpunkte der Tätigkeit liegen in den vier Forschungsbereichen:
- Datenpool „Mittelstand“
- Der Mittelstand in der Zukunft
- Krisenfestigkeit im Mittelstand
- Mittelstandsförderliche Rahmenbedingungen

Grundlage für die institutionelle Forschung des IfM Bonn ist das mehrjährige Forschungsprogramm. Die Bearbeitung von Forschungsprojekten wird im Einzelnen in jährlich erscheinenden Arbeitsberichten dokumentiert. Neben der institutionellen Forschung nimmt das IfM Bonn auch Forschungsaufträge Dritter entgegen.

### Zukunftspanel Mittelstand
Seit 2014 identifiziert das IfM Bonn im Zukunftspanel Mittelstand gemeinsam mit externen Experten aus Forschung, Wirtschaft und Mittelstandspolitik zukunftsweisende Forschungsfelder und Themen, die sowohl für die Forschung des Instituts als auch für die Präzisierung der Mittelstandspolitik relevant sind.

### NUI-Indikator
Seit 1998 stellen die Wissenschaftler des IfM Bonn die neuen unternehmerischen Initiativen (NUI) in den 402 Kreisen und kreisfreien Städten Deutschlands ins Verhältnis zur erwerbsfähigen Wohnbevölkerung der Region. Durch die Bildung einer Rangordnung der NUI-Indikatorenwerte ergibt sich das NUI-Regionenranking.

## Round Table Mittelstand
Ende 2014 hat das IfM Bonn den Round Table Mittelstand neu belebt, um den Dialog zwischen der Mittelstandsforschung, der mittelständischen Wirtschaft und der Mittelstandspolitik zu fördern.

## Offensive Mittelstand
Das IfM Bonn ist Partner der Offensive Mittelstand. Dieses Projekt wurde im Jahre 2006 mit dem Ziel initiiert, den mittelständischen Unternehmenslenkern kostenlose Informationen und praktische Unterstützung zukommen zu lassen, damit diese ihre Unternehmensprozesse stetig verbessern können. Neben dem IfM Bonn gehören dem Netzwerk inzwischen rund 150 Partner aus der Wirtschaft, der Wissenschaft, von Verbänden sowie aus verschiedenen Bundes- und Länderbehörden an.

## Internationale Forschung
Das international ausgerichtete IfM Research Fellow Network bietet seinen Mitgliedern eine Plattform, um sich regelmäßig über aktuelle Forschungsthemen auszutauschen, die Möglichkeit zu Gastaufenthalten und Forschungskooperationen sowie den Zugang zu wissenschaftlichen Daten. Dem internationalen IfM Research Fellow Network gehören renommierte Entrepreneurshipforscherinnen und -forscher an.

## Publikationen
Publikationen des Instituts sind:
- IfM-Forschungsnewsletter[20]
- IfM-Materialien
- Daten und Fakten
- Working Papers
- Policy Brief „Unternehmertum im Fokus“ (gemeinsam mit FGF Förderkreis Gründungs-Forschung e. V.)
- Denkpapiere

## Vorstände/Präsidenten
| Name                                | Zeitraum  |
| ----------------------------------- | --------- |
| Rudolf Seyffert (Vorstand)          | 1958–1970 |
| René König (Vorstand)               | 1958–1974 |
| Fritz W. Meyer (Vorstand)           | 1958–1974 |
| Günter Schmölders (Vorstand)        | 1958–1974 |
| M. Ernst Kamp (Vorstand)            | 1958–1980 |
| Fritz Klein-Blenkers (Vorstand)     | 1970–1982 |
| Horst Albach (Vorstand)             | 1981–1987 |
| Herbert Hax (Vorstand)              | 1982–1998 |
| Dieter Bös (Vorstand)               | 1998–2004 |
| Georg Nöldecke (Vorstand)           | 2005      |
| Uschi Backes-Gellner (Vorstand)     | 1998–2006 |
| Udo Koppelmann (Vorstand)           | 2006–2008 |
| Johann Eekhoff (Präsident)          | 2009–2011 |
| Ljuba Haunschild (Interimsvorstand) | 2011–2012 |
| Rosemarie Kay (Interimsvorstand)    | 2011–2012 |
| Friederike Welter (Präsidentin)     | seit 2013 |